# Zlín
Zlín je grad na istoku Češke Republike, u povijesnoj regiji Moravskoj. Između 1949. i 1990. zvao se Gottwaldov prema vođi Komunističke partije i predsjedniku Čehoslovačke Klementu Gottwaldu. Grad je jedan od najvećih svjetskih centara obućarske industrije koju je utemeljio jedan od vodećih svjetskih proizvođača obuće Tomáš Baťa 1894. godine. Prije osnivanja tvornice Zlín je bio malo mjesto, a otada dolaze mnogi doseljenici. Industriju obuće tijekom Drugog svjetskog rata konfiscirali su nacisti, a nakon rata tvornica je nacionalizirana.
Najveći dio Zlína sagradio je Tomáš Baťa kao planski grad za svoje radnike. Izgradnju grada povjerio je jednom od najpoznatijih svjetskih arhitekata Le Corbusieru (plan grada načinio je Le Corbusierov učenik František Lydie Gahura). Le Corbusier je uveo novi tip gradnje grada koji se temelji na modernim materijalima. Na izgradnju Zlína također je utjecao koncept „vrtnog grada“ Ebenezera Howarda. Značajan je neboder Baťa sagrađen 1938. (najviši češki neboder). Veliko kino otvoreno 1932. bilo je u to vrijeme najveće kino u Europi.